# Vidzy
Vidzy (en biélorusse : Відзы ; en russe : Видзы ; en polonais : Widze) est une commune urbaine de la voblast de Vitebsk, en Biélorussie. Sa population s'élevait à 1 684 habitants en 2014.

## Géographie
Vidzy est située à 38 km au sud-ouest de Braslaw, à 118 km au nord-est de Vilnius, en Lituanie, à 178 km au nord-ouest de Minsk et à 226 km à l'ouest de Vitebsk.

## Histoire
Vidzy est mentionné pour la première fois dans la première moitié du XVe siècle. Le village accéda au statut de ville en 1793 et fut intégré à l'Empire russe à l'occasion du troisième partage de la Pologne, en 1795. Il souffrit du passage de la Grande Armée et des combats avec la cavalerie russe en 1812. En 1843, Vidzy fut rattachée au gouvernement de Kowno et connut un certain développement durent les décennies suivantes, devenant un important marché pour les chevaux et les oies. Pendant la Première Guerre mondiale, le village fut occupé par les troupes allemandes à l'automne 1915 et souffrit des combats. Les bolchéviks s'en emparèrent en décembre 1918 puis les troupes polonaises en août 1919. À la suite du traité de Riga (1921), Vidzy devint polonaise mais elle perdit son statut de ville dans l'entre-deux-guerres. Après la signature du pacte germano-soviétique, Vidzy fut occupée par l'Armée rouge puis annexée par l'Union soviétique. Le 15 janvier 1940, Vidzy reçut le statut de commune urbaine et devint un centre administratif de raïon de la voblast de Vileïka, dans le cadre de la république socialiste soviétique de Biélorussie. Pendant la Seconde Guerre mondiale, Vidzy fut occupée par l'Allemagne nazie de juin 1941 au 8 juillet 1944. Vidzy fit partie de la voblast de Polatsk de 20 septembre 1944 au 8 janvier 1954 puis fut rattachée à la voblast de Maladetchna et enfin en 1960 à la voblast de Vitebsk. Les armoiries et le drapeau de Vidzy furent adoptés en 2004.

## Population
Recensements (*) ou estimations de la population :
| 1897* | 1959* | 1970* | 1979* | 1989* |
| ----- | ----- | ----- | ----- | ----- |
| 5 104 | 2 426 | 2 747 | 2 821 | 2 184 |

| 2009* | 2011  | 2012  | 2013  | 2014  |
| ----- | ----- | ----- | ----- | ----- |
| 1 763 | 1 827 | 1 832 | 1 721 | 1 684 |